# Nieuwe Moskee (Nicosia)
De Nieuwe Moskee is een moskee in het noordelijke deel van de stad Nicosia. De wijk Yeni Jami (Vertaling: Nieuwe Moskee), waarin het zich bevindt, is vernoemd naar de moskee.

## Geschiedenis
Het eerste gebouw op de plaats van de huidige moskee werd in de 14e eeuw als kerk in gotische stijl gebouwd en in 1571, na de Ottomaanse verovering van Cyprus, omgebouwd tot moskee. Camille Enlart en George Jeffery, die het eerste architectonische onderzoek van de overblijfselen van dit gebouw uitvoerden, schreven dat dit gebouw mogelijk ouder zou kunnen zijn dan de St. Catherine's Church, tegenwoordig bekend als de Haydar Pasha-moskee. Na een heronderzoek van de architectonische kenmerken concludeerde Michalis Olympios echter dat de architectuur in de Nieuwe Moskee beïnvloed moet zijn door de Sint-Catharinakerk, en niet andersom. Als zodanig voerde hij aan dat de Nieuwe Moskee in de tweede helft van de 14e eeuw gebouwd moet zijn, na de bouw van de Sint-Catharinakerk, die eind jaren vijftig of begin jaren zestig plaatsvond.